# Andrahandskontrakt
Andrahandskontrakt är ett civilrättsligt avtal som reglerar hyra av en bostad då uthyraren inte själv äger bostaden utan innehar ett förstahandskontrakt.
Ett andrahandskontrakt bör innehålla uppgifter om
- Avtalsparterna
- Hyran
- Avtalstid

Normalt behövs specifik tillåtelse från bostadens ägare (hyresvärd eller bostadsrättsförening) för att få hyra ut en bostad i andra hand. Det är alltid innehavaren av förstahandskontraktet som är ansvarig för bostaden inför hyresvärden.
Andrahandshyresgästen disponerar hela bostaden för egen del, till skillnad från en inneboende, som bor i någon annans bostad där bostadsinnehavaren också bor och ofta inte har tillgång till alla rum i bostaden.